# 锡耶纳主教座堂

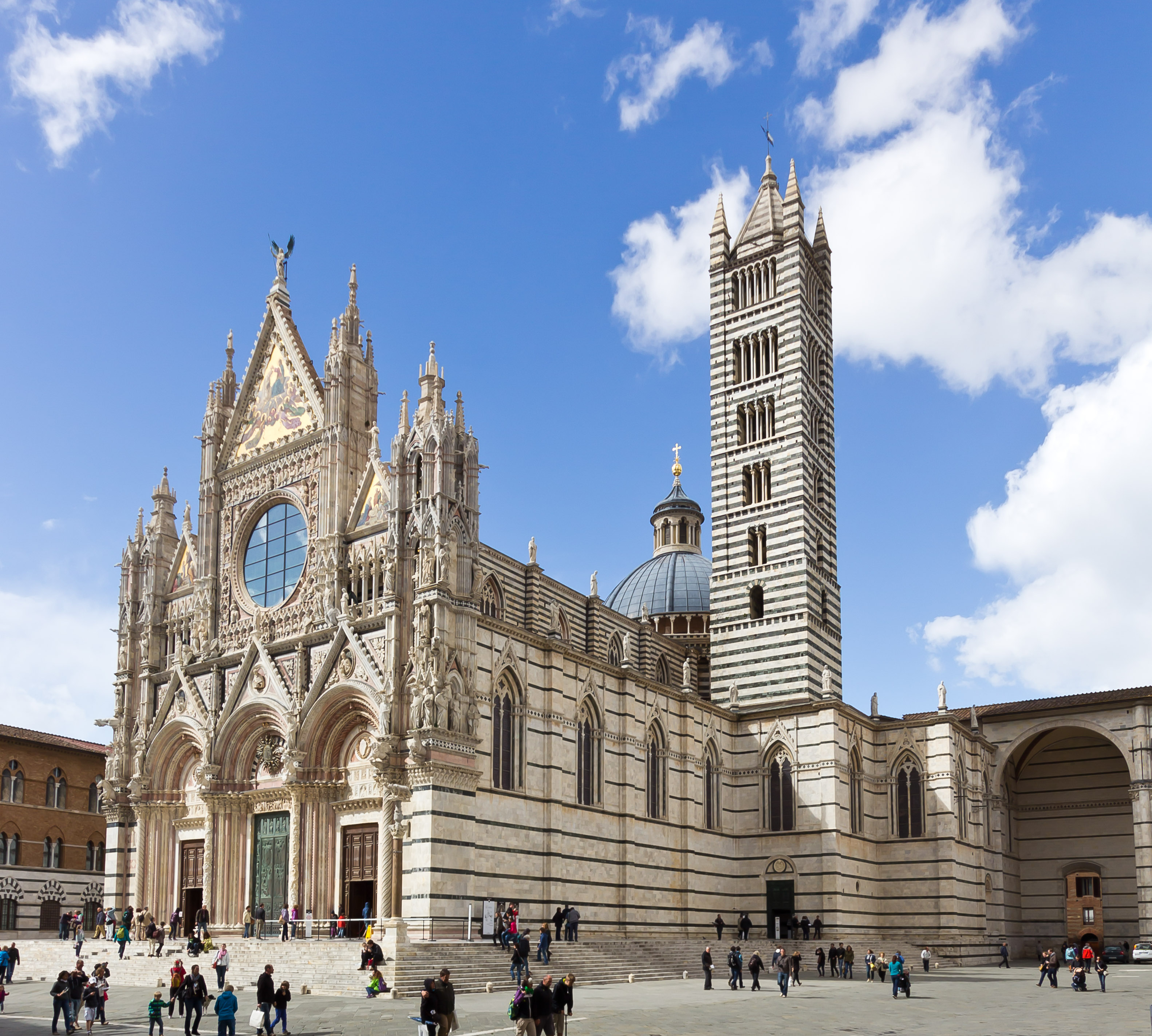
锡耶纳圣母升天主教座堂

锡耶纳圣母升天主教座堂（意大利语：Duomo di Siena）是天主教锡耶纳-埃尔萨谷口村-蒙塔尔奇诺总教区的主教座堂。黑白两色为其标志。为托斯卡纳哥特式风格，奥尔维耶托主教座堂与其相像。

## 延伸阅读
- 奥尔维耶托主教座堂